# Aeroporti di Roma

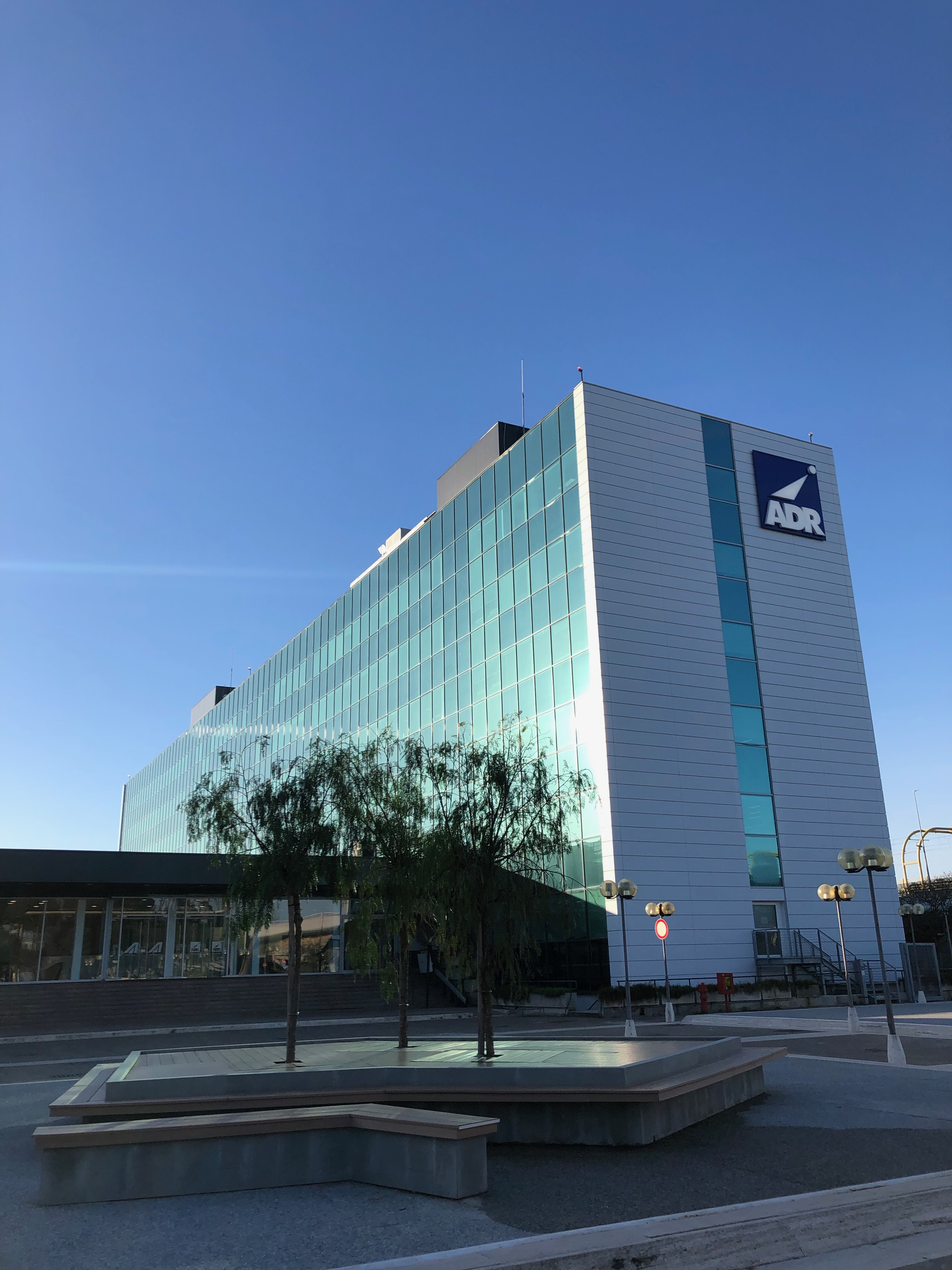
Unternehmenszentrale der ADR in Fiumicino

Aeroporti di Roma S.p.A. (ADR) (deutsch: Flughäfen von Rom AG) ist die Betreibergesellschaft der Verkehrsflughäfen Rom-Fiumicino und Rom-Ciampino. Seit 2013 gehört das Unternehmen zum italienischen Infrastrukturkonzern Mundys.

## Geschichte
Die Aeroporti di Roma S.p.A. (ADR) wurde am 12. Januar 1974 gegründet. Ursprünglich befand sich das Unternehmen mehrheitlich im Eigentum der damaligen staatlichen italienischen Fluggesellschaft Alitalia, während die restlichen Anteile ebenfalls von staatlichen Institutionen gehalten wurden.
Die Privatisierung der ADR begann im Jahr 1997 mit dem Verkauf von zunächst 45 % der Aktien an private Investoren. Die vollständige Privatisierung wurde bis zum Jahr 2000 abgeschlossen. Damit war die Aeroporti di Roma die erste börsennotierte und vollständig privatisierte Flughafenbetriebsgesellschaft Italiens.
Anfänglich war die australische Macquarie Airports Group, ein Teil der Macquarie-Finanzgruppe, der wichtigste private Aktionär. Im Juli 2007 verkaufte Macquarie Airports die verbleibenden Anteile von 44,7 % an Aeroporti di Roma für 1,2 Milliarden Euro an die italienische Immobilienholding Gemina S.p.A. Nach dieser Transaktion hielt Gemina rund 96 % der Anteile an ADR.
Die Aeroporti di Roma S.p.A. befand sich somit ab 2007 bis 2013 mehrheitlich in den Händen der italienischen Immobilienholding Gemina S.p.A. Kommunen hielten zu diesem Zeitpunkt 3 %. Der bedeutendste Gemina-Aktionär war die Familie Benetton (über ihre Holding Edizione und die Gesellschaft Sintonia), die Changi Airport Group aus Singapur hielt einen Anteil von 5 %.
Im März 2013 kündigte der italienische Infrastrukturbetreiber Atlantia S.p.A. (heute Mundys S.p.A.) die Übernahme von Gemina mittels eines Aktientausches im Wert von 2 Milliarden Euro an. Atlantia, deren größter Einzelaktionär die von der Benetton-Familienholding Edizione S.p.A. kontrollierte Gesellschaft Sintonia war, vollzog diese Übernahme erfolgreich. Mit der Übernahme wurde die Börsennotierung der Aeroporti di Roma eingestellt.
Das Unternehmen ist heute eine Tochtergesellschaft der Mundys S.p.A. Mundys ist ein globales Infrastrukturunternehmen, das in den Bereichen Autobahnen, Flughäfen und Mobilitätsdienstleistungen tätig ist.

## Anteilseigener
(Stand: Juni 2025)
| Anteil  | Anteilseigner      |
| ------- | ------------------ |
| 99,39 % | Mundys S.p.A.      |
| 0,251 % | Stadt Rom          |
| 0,100 % | Gemeinde Fiumicino |
| 0,259 % | Streubesitz        |